# محوطه قلعه کاریزنو
محوطه قلعه کاریزنو مربوط به دوره تیموریان است و در شهرستان تربت جام، بخش مرکزی، روستای کاریزنو واقع شده و این اثر در تاریخ ۲۷ مرداد ۱۳۸۲ با شمارهٔ ثبت ۹۵۹۶ به‌عنوان یکی از آثار ملی ایران به ثبت رسیده‌است.